# Sonate K. 150
La sonate K. 150 (F.100/L.117) en fa majeur est une œuvre pour clavier du compositeur italien Domenico Scarlatti.

## Présentation
La sonate en fa majeur, K. 150, est notée Allegro.

## Manuscrits
Le manuscrit principal est le numéro 3 du volume I de Venise (1752), copié pour Maria Barbara ; l'autre est Parme I 3 ; les autres manuscrits sont Münster IV 24 et Vienne B 24.

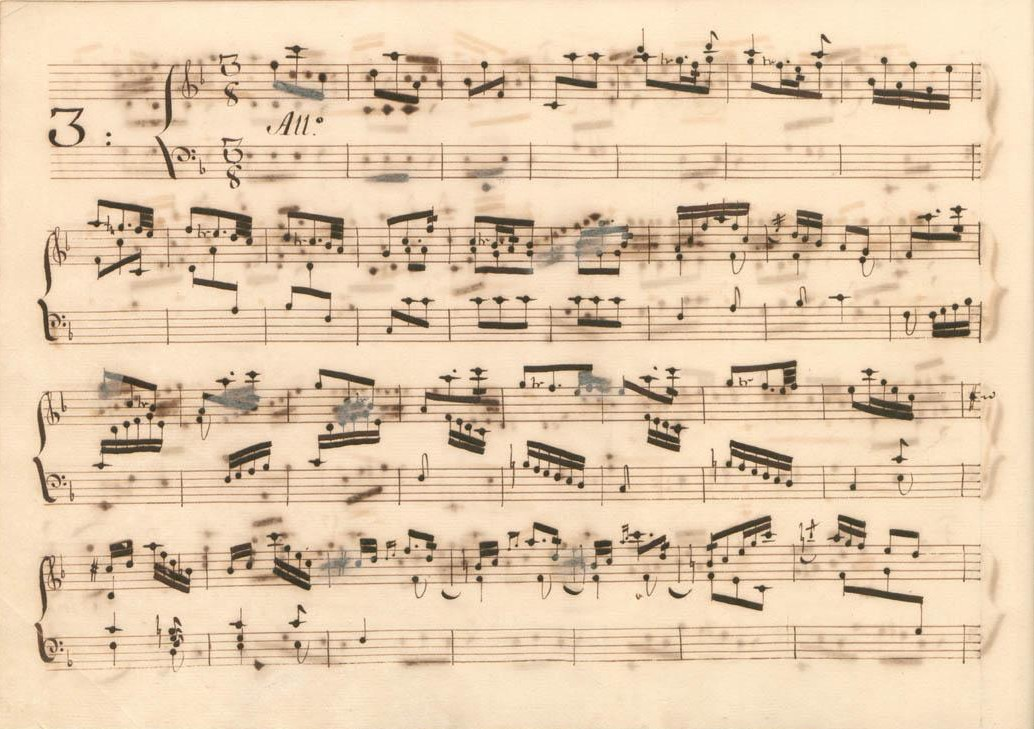
Parme I 3.
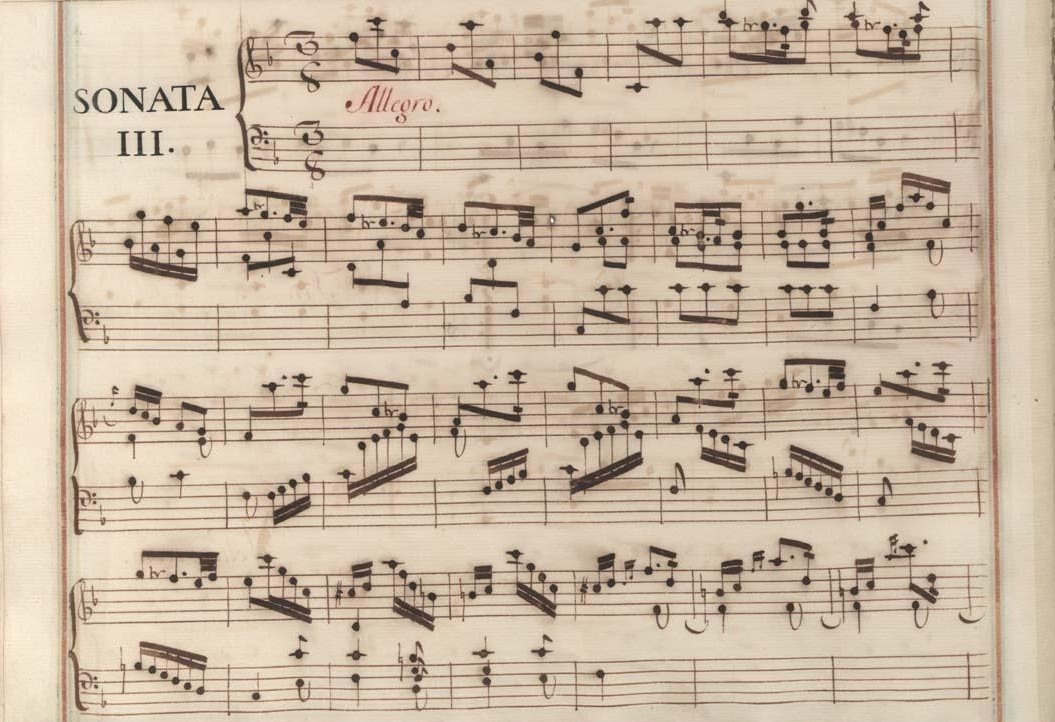
Venise I 3.

## Interprètes
La sonate K. 150 est défendue au piano notamment par Carlo Grante (2009, Music & Arts, vol. 1) ; au clavecin par Scott Ross (Erato, 1985) et Richard Lester (2001, Nimbus, vol. 1).

## Sources
: document utilisé comme source pour la rédaction de cet article.
- Ralph Kirkpatrick (trad. de l'anglais par Dennis Collins), Domenico Scarlatti, Paris, Lattès, coll. « Musique et Musiciens », 1982 (1re éd. 1953 (en)), 493 p. (OCLC 954954205, BNF 34689181).
- Alain de Chambure, « Domenico Scarlatti : Intégrale des sonates — Scott Ross », p. 219, Erato (2564-62092-2), 1985 (OCLC 891183737) ..